# Gyps
Gyps là một chi chim trong họ Accipitridae.

## Các loài
- Kền kền lưng trắng, Gyps africanus
- Kền kền Bengal, Gyps bengalensis
- Kền kền Cape, Gyps coprotheres
- Kền kền Griffon Gyps fulvus
- Kền kền Himalaya Gyps himalayensis
- Kền kền Ấn Độ, Gyps indicus
- Kền kền Rüppell, Gyps rueppellii
- Kền kền mỏ nhỏ, Gyps tenuirostris - đồng nghĩa với G. indicus

## Hình ảnh

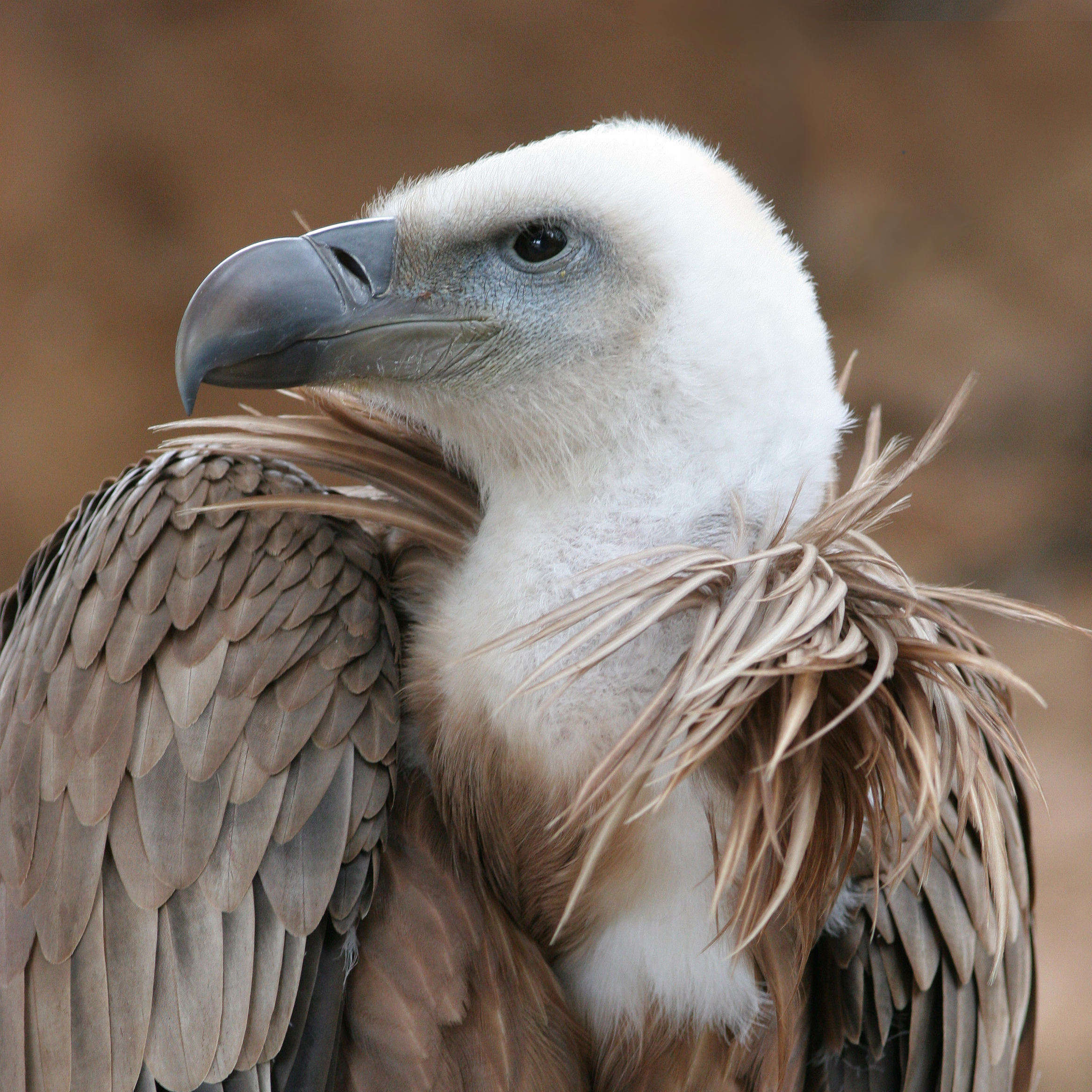
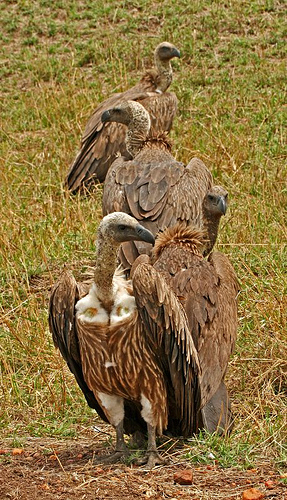
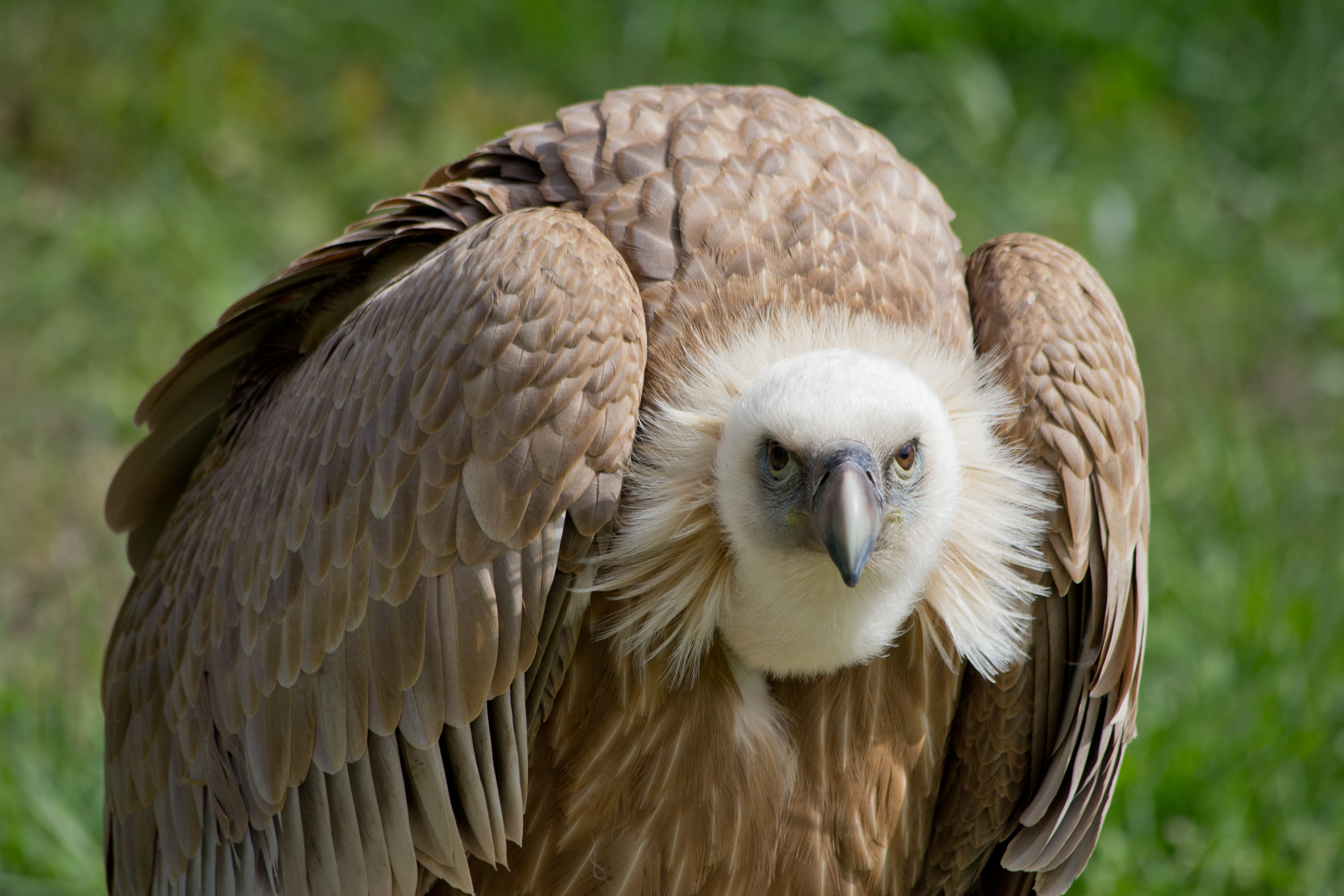
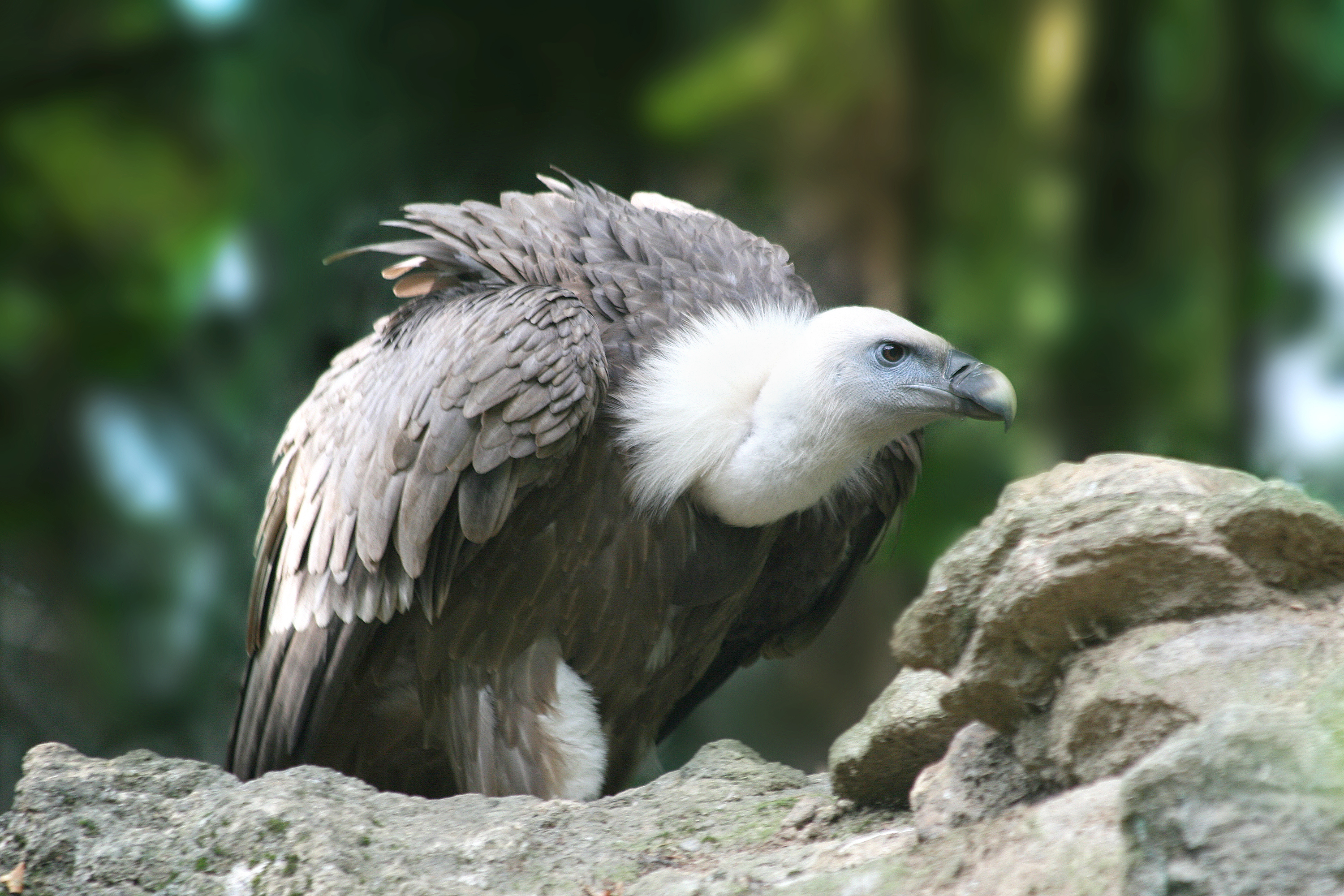
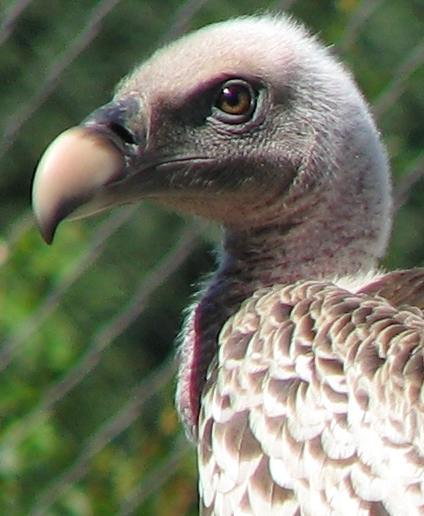
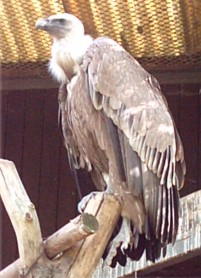